# 背散射分析
背散射分析是指通過探測大角度散射離子能譜來確定靶物質特性的分析方法，一般角度介於165°～170°之間，主要應用於分析靶物質成分。背散射分析有許多的優點，例如快速、定量、無損等等，另外它還可以元素同時分析，因此這個方法可以作定量分析而不需要“標樣”。一般背散射分析都用能量為 1～2.5MeV的α粒子束作入射束，因為α粒子束可以得到較好的質量分辨率和深度分辨率。背散射分析已成為固體物理、半導體物理、材料科學研究等領域中常採用的較成熟的分析手段。